# CA Atlanta
A CA Atlanta egy argentin labdarúgócsapat Villa Crespo városában. A egyesületet 1904. október 12-én alapították. A klub jelenleg a másodosztályban szerepel és az Estadio Don León Kolbowskiban játssza hazai mérkőzéseit.
A klub 1912-ben kilépett az argentin labdarúgó-szövetségből és több másik csapattal együtt megalapította az Argentin labdarúgó-föderációt, amely egészen 1914-ig létezett. A föderáció a szövetséggel párhuzamosan szervezett egy labdarúgó-bajnokságot és kupát is.
1908-ban megnyerték a Copa Bullrichot, míg 1958-ban a Copa Sueciát.

## Sikerek
Copa Argentina
- Döntős (1): 1969

Copa Bullrich
- Győztes (1): 1908

Copa Suecia
- Győztes (1): 1958

## Fordítás
Ez a szócikk részben vagy egészben  a   Club Atlético Atlanta című angol Wikipédia-szócikk fordításán alapul.  Az eredeti cikk szerkesztőit annak laptörténete sorolja fel. Ez a jelzés csupán a megfogalmazás eredetét és a szerzői jogokat jelzi, nem szolgál a cikkben szereplő információk forrásmegjelöléseként.